# Lundagård (borg)

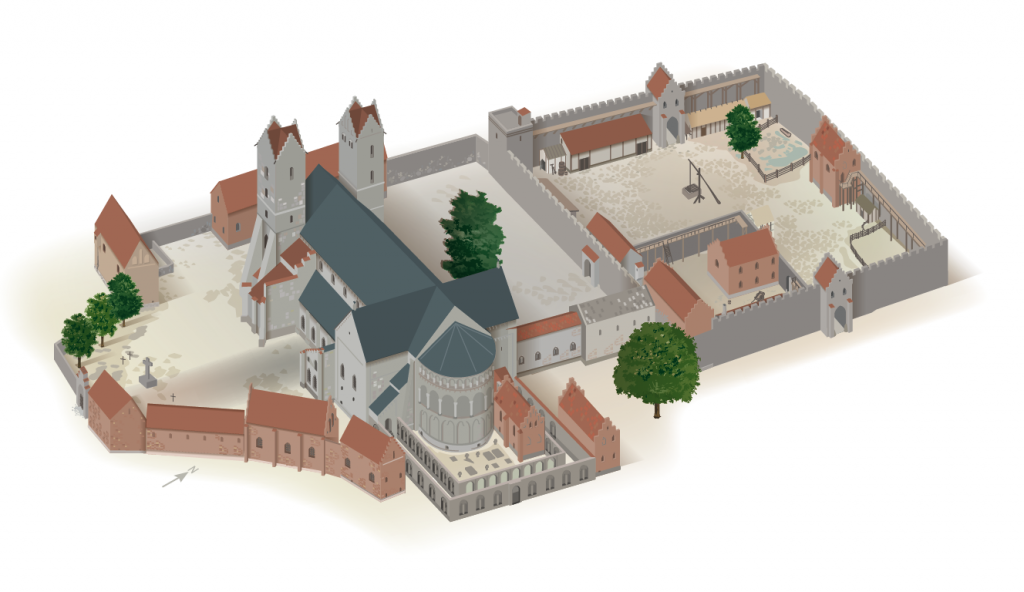
Det befästa Lundagård hade Lunds domkyrka inom sina murar. Rekonstruktion av arkeologiska institutionen, Lunds universitet.

Lundagård var en medeltidsborg i centrala Lund. Under medeltiden, när Skåne tillhörde Danmark, var Lundagård (på danska: Lundegaard ) en borg (kungsgård) för den danske ärkebiskopen i Lund vars stift mellan 1103 och 1160 sträckte sig från den nordtyska kusten ända upp till Nordkalotten.
Lundagård byggdes omkring år 1000 och omgavs av en försvarsmur med torn och innanför, på gårdsplanen, fanns stall, ladugård, bodar och två stora stenhus. Det ena var bostaden, det andra en "riddarsal" som användes vid representation. Inom muren låg också trädgårdar, kungliga myntverket och biskopens kyrka som under tidigt 1100-tal byggdes om till Lunds domkyrka. 
Lundagård förlorade sin betydelse genom den danska reformationen och ersattes av ett kungaresidens, Kungshuset.
Platsen för slottet är nu en park benämnd Lundagård.